# 片倉高架橋
片倉高架橋（かたくらこうかきょう）は、福島県南相馬市原町区にある常磐自動車道の道路橋である。

## 概要
- 全長：560.5m[1]
  - 主径間：91.5m[1]
- 幅員：10.0m[2]
- 形式：鋼10径間連続合成桁橋（少数I桁＋細幅箱桁）[1]
- 施工：高田機工[1]
- 竣功：2012年[2]

浪江インターチェンジ～南相馬インターチェンジ間に位置し、二級水系太田川とそれに並行する市道や周辺の農地を渡る。書類によっては片倉橋とも記載される。起点側である南詰は原町区片倉字片倉、北詰は馬場字石住に位置する。太田川が形成する谷を跨ぎ、路盤までの高さは35mに及ぶ。半径3200mの曲線橋である。浪江インターチェンジ南伸開業に合わせ下り線を用いた暫定2車線で供用が開始された。中央部の太田川渡河部である第6径間は細幅箱桁を採用し、それ以外の高架部は経済性に優れる少数I桁が採用され合理化が図られている。断面の異なる桁の剛結による局部的な応力の発生などを防ぐため、3次元FEM解析によって構造詳細の妥当性の検証が行われた。

## 沿革
- 2011年3月11日 - 2011年度内の開通に向け工事が進められていたが、東日本大震災とそれに伴う福島第一原子力発電所事故により工事中止命令が一時出され工事が中止される。6月に工事再開[3]。
- 2014年12月6日 - 浪江インターチェンジ～南相馬インターチェンジ間の開通により下り線側橋梁を使用した暫定2車線で供用が開始される[4]。

## 周辺
- 南相馬市馬事公苑